# Rörmyrtjärnen (Sorsele socken, Lappland)
Rörmyrtjärnen är en sjö i Sorsele kommun i Lappland och ingår i Skellefteälvens huvudavrinningsområde.